# 环根芹属
环根芹属（学名：Cyclorhiza）是伞形科下的一个属，为多年生草本植物。该属仅有环根芹（Cyclorhiza waltonii）一种及南竹叶环根芹（Cyclorhiza waltonii var. major）一变种，分布于中国西藏、青海、云南和四川。